# دار الضمانة (مسلسل)
دار الضمانة هو مسلسل تاريخي مغربي من إخراج محمد علي المجبود ومن تأليف هند سيقال سنة 2016، وبطولة كل من محمد مفتاح، نعيمة المشرقي، فاطمة الزهراء بناصر، حنان زهدي، ربيع القاطي، زكرياء لحلو، علي الكرويتي، رشيد العدواني، ليلى الرحموني، وغيرهم. انطلق عرض المسلسل بتاريخ 26 يناير 2016 على القناة الأولى المغربية.

## قصة المسلسل
دراما مغربية تاريخية في القرن الثامن عشر تستعرض حياة تاجر شاي ثري متزوج من أربع نساء ويعيش في مكناس، يهوى التنقل بين البلدان المختلفة، وزوجاته يدبرن كل المؤامرات والمكائد لمحاولة كل واحدة منهن استمالته ناحيتها عندما يعود من رحلاته والعمل يحتوي على الكثير من المفارقات الكوميدية.

## طاقم التمثيل

### أدوار رئيسية
- محمد مفتاح
- نعيمة المشرقي
- فاطمة الزهراء بناصر
- حنان زهدي
- ربيع القاطي
- زكرياء لحلو
- علي الكرويتي
- رشيد العدواني
- ليلى الرحموني

### أدوار ثانوية
- عبد الرحيم الصمدي
- حسن الكنوني
- سناء مبتسم
- عبد الله البكيري
- محمد قطيب
- محمد الرزين
- مصطفى ياسر
- محمد التسولي
- فؤاد سعد الله
- عبد الحق بلمجاهد
- حنان الخالدي
- ربيعة العلوي

### ضيوف الشرف
- فاطمة الزهراء لحرش
- ابتسام العروسي
- حميد نجاح
- عزيز داداس
- عصام بوعلي

## وصلات خارجية
- دار الضمانة على موقع IMDb (الإنجليزية)
- دار الضمانة على موقع قاعدة بيانات الأفلام العربية
- صفحة المسلسل على الموقع الرسمي لقناة الأولى